# 楽々園遊園地
楽々園遊園地（らくらくえんゆうえんち）は、広島県佐伯郡五日市町海老塩浜にかつて存在した遊園地。広島瓦斯電軌の電鉄部門の土地経営事業により開発された。
現在は跡地に「イオンタウン楽々園」が営業している。

## 歴史

### 開園まで
名称は「電車で楽々行ける遊園地」というキャッチフレーズに由来し、一般公募により命名された。また開園当初は「中国地方の宝塚」を目指していた、
江戸時代には、楽々園のあたりは「海老塩浜」と呼ばれ、塩田での製塩が盛んな地域であった。万治年間（1658年から1661年）に干潟を干拓して塩田を造成。毎年1000石の塩を生産していたと『芸藩通志』に書かれている。しかし1897年（明治30年）頃になると、輸入塩などの増加により、小規模塩田だった海老塩浜での塩精製業は厳しくなり、塩の専売制導入と塩田業の整理施策により1911年（明治44年）に当地での塩田業は廃業した。
観光地としては1897年（明治30年）頃から、夏場は多くの海水浴場が海老山周辺で営業していた。
箕面有馬電気軌道（現・阪急電鉄）による宝塚新温泉などの開発の成功により、当時日本国内で全体的に行われていた鉄道会社による沿線観光振興により設置された娯楽施設の一つである。広島瓦斯電軌の電鉄部門の土地経営事業の中心事業として、観光客誘致を目的とした大衆向け娯楽施設を計画。1919年（大正8年）時点の計画書で、場所は未定ながら住宅・運動場・潮湯場・海水浴場の整備を事業計画内で謳っていた。しかし、当時の宮島線の沿線人口だけでは、十分な効果は期待できなかった。
1927年（昭和2年）頃より五日市町海老塩浜地区の農耕地に住宅地の造成を開始。1935年（昭和10年）に、埋め立てを開始。約5万坪（約165,289 m2）を埋め立て、住宅地中央部の約1万坪（約33,058 m2）を遊園地用地に、残りを住宅地にした。造成された住宅地は「塩浜住宅」と呼ばれた。埋め立てに使われた砂は、南側の海底の砂をサンドポンプで浚渫して使用。表面は同じ町内の城根山の土で覆った。
1936年（昭和11年）より住宅地の販売を開始。宅地購入者への特典として、4年間宮島線および市内線で使える優待券を進呈し、その優待券で楽々園遊園地に入園出来るようにした。
1936年（昭和11年）7月30日より海水浴場の営業を開始。同年9月8日に楽々園遊園地および温泉施設が開園した。開園当初は広島瓦斯電軌の直営事業だった。

### 開園から第二次世界大戦終戦まで
開園当初の園内には、遊戯場・売店・プール・休憩所を整備され、夏場には南側の砂浜で海水浴場が営業した。1938年（昭和13年）に撮影された動画には、ミニSL・ゴーカート・プール・猿山などが撮されている。また、海水浴場はきめの細かい白い砂が印象的だったとする証言もある。
開園日当日に温泉本館もオープン。館内には、真湯・潮湯・薬湯・家族湯の温浴施設のほか、大食堂や演芸室なども整備された。
開園当初は、春は花見。夏は海水浴。秋は菊の展示会で賑わった。またラジオ体操のイベントか開催され広島地区の新名所になった。開園効果は宮島線の乗客数にも影響を与え、1935年（昭和10年）の306万人から1936年（昭和11年）は329万人に増加した。その後も、海水浴シーズンを中心に来場者を集めた。
また、遊園地周辺にも影響を与え、楽々園駅と遊園地の間に旧・五日市町でも数少ない商店街が形成。また、1897年（明治30年）頃より海老園周辺には海水浴場が整備されていたが、砂浜の減少や海水汚染なども重なり、楽々園遊園地に客を取られ衰退していった。
第二次世界大戦中もしばらくは営業を継続。1942年（昭和17年）の広島ガス・広島電鉄の分離の時に、広島電鉄が引き継ぐことになった。1943年春頃に海軍および陸軍に関する展覧会を開催し、場内には小型並状旋回飛行塔が設置され、同年度上期の来場者数は26万人を数えた。しかし、戦況の悪化により園内の田園化も検討されるようになり、1944年12月に休園。施設は陸軍船舶部に貸し出された。その後、物資の集積場として使われた。

### 第二次世界大戦終戦から閉園まで
1945年（昭和20年）8月6日の広島市への原子爆弾投下に伴い、本社要員を楽々園遊園地にも避難させた。1945年（昭和20年）8月6日から1946年（昭和21年）8月30日まで広島電鉄の本社が置かれていた。
1947年（昭和22年）7月1日から1951年（昭和26年）3月26日まで有限会社楽々園が委託して運営を行った。その後、一時期は本社の直営になった後、1957年（昭和32年）10月1日から広電観光に賃貸され、経営を移管。1960年（昭和35年）4月より広電観光から分離独立した、広電楽々園が運営していた。
その間、旧・五日市町は周辺町村と合併し、1955年（昭和30年）4月1日に新・五日市町に移行した。
戦時中および戦後まもなくは衰退していたが、昭和30年代（1955年から1965年）には、新規施設として観覧車やジェットコースター、ゴーカート、ウオーターシュート、プラネタリウムなどが整備され、、夏にはプールが営業した。温浴施設は、戦後「楽々園スパー」と呼ばれるようになった。それらの施策により、第二次世界大戦前に匹敵する程の賑わいを見せた。
1957年（昭和32年）12月には、閑散期対策として、「楽々園スパー」と電車運賃を割り引く施策を実施。好評だったため、1958年（昭和33年）4月に割引を通年化した。
1960年（昭和35年）3月19日にオープンしたプラネタリウムは、中国地方初かつ大型の施設で、千代田光学精工製が設置。国産一号機とされた。またプラネタリウムの付属施設として、翌1961年（昭和36年）5月に、楽々園天文台が設置された。設置当時は広島県内最大の直径25cmの反射赤道儀が設置された。
1964年（昭和39年）から秋の催し物に加え、春の催し物も始まり人気を集めた。秋の催し物も長年「菊人形展」がよく行われていたが、マンネリ打破のため、前年の1963年（昭和38年）には「菊の忍者展」として、忍者を菊人形で作成。伊賀の忍者館より歴史的資料を借りて展示し、「菊の忍者展」は大盛況だった。来場者数も増加し、年間60万人を突破した年もあった。
1964年（昭和39年）、埋め立ての進行により海水浴場は閉鎖。その代替施設として、同年に閉園後もしばらく営業する「パラダイスプール」が開園した。新しいプールは、鬼ヶ島一帯を整備。総水面面積が約1,000坪（約 3,306 m2）の、大小3つのプールを整備した。プール内にはクジラの形をした滑り台が設置された。同年より開始した「臨海土地造成」で、元々海水浴場があった場所が埋め立て、造成された。
1966年（昭和41年）には、楽々園駅舎内に、喫茶店「楽々園パーラー」が営業を開始。1969年（昭和44年）に、増改築の上で、お好み焼き・寿司・焼肉を扱う「レストラン楽々園」にリニューアルし、遊園地閉園後もしばらく営業を続けた。
1969年（昭和44年）11月からは「パラダイスプール」に、開業当時日本一のテント式屋根方式のスケートリンクを設営し、「楽々園スケートリンク」として営業。翌シーズンも営業した。その他オフシーズンには、ローラースケート場やアーチェリー場として営業していた時期もあった。
しかし、夏場および休日以外の来場者は少なく経営に支障を与え、1962年（昭和37年）以降来客数は減少。1970年（昭和45年）の秋頃から冬頃にかけて開店休業状態に陥り休園。1971年（昭和46年）8月31日に閉鎖された。楽々園遊園地の閉園までに、約1,200万人の入場者が訪れた。
遊園地営業終了後の1971年（昭和46年）12月に住居表示が実施され、町名も「楽々園」となった。
なお、楽々園遊園地のプラネタリウム館長だった佐藤健は、1980年（昭和55年）の広島市こども文化科学館開館時に転籍し、プラネタリウム室長に就任した。

## 跡地のその後

### レジャー施設の変化
楽々園遊園地の閉園後、遊園地を運営していた広電楽々園は事業を継続し、楽々園駅の「レストラン楽々園」、および「パラダイスプール」が継続営業した。翌1972年（昭和47年）7月に「パラダイスプール」は幼児用プールを新設するなど改装した。
プールの晩年は、レジャーの多様化による客の伸び悩みと、オフシーズンの敷地の有効活用が困難だったことで、商業施設への集客効果を期待しての営業だった。
1972年（昭和47年）からは新規施設も整備され、同年の再オープン時の宣伝文句に「広電楽々園遊園地が装いも新たに、再出発しております」と宣伝していた。
同1972年4月29日には「和食レストラン楽良久」が開店した。
また、同1972年（昭和47年）5月10日にはボウリング場「広電楽々園ボウル」が新規開場した。2014年（平成26年）6月1日時点でダイキがあった場所に位置し、40レーンを有していた。ボウリングブームの終焉により、1974年（昭和49年）3月31日をもって閉場した。2014年6月1日現在、ボウリング場の建物は現存し継続利用されている。
同1972年（昭和47年）にはそのほか、ビリヤード場も整備された
翌1973年（昭和48年）にはRCC興発により、日本初登場となるパターゴルフ場「楽々園パットパットゴルフ」が開園し、人気施設となった。
会社としての広電楽々園は1991年（平成3年）12月31日に広電ストアへ吸収合併された。「和食レストラン楽良久」および「楽々園パットパットゴルフ」は、広電ストアへの移管後もしばらくは営業を継続し、「楽々園パットパットゴルフ」は1998年（平成10年）3月の廃止まで営業した。

### 「ひろでん楽々園ショッピングタウン」の開業
楽々園遊園地の閉園後、一部施設は取り壊され、跡地には広島電鉄子会社の広電ストアにより、総工費3億5000万円を掛け、1972年（昭和47年）3月23日、ショッピングセンター「ひろでん楽々園ショッピングタウン」がオープンした。食料品・衣料品売場は直営で、28店舗の専門店がテナント出店。200台収容できる駐車場が整備された。
1974年（昭和49年）6月30日には、閉場したボウリング場跡を整備して別館をオープン。食料品売場を別館へ移し、元々あった建物は衣料品を充実させ。家電製品も扱うようになった。その登記・改装については大規模小売店舗法の発効直前に行われた。店舗面積拡大の背景には、いづみの出店決定およびジャスコ・ダイエーの進出の噂があり、地域一番店の立場を維持するために行ったものである。同1974年3月にいづみ五日市店の出店計画が明らかになり、1977年（昭和52年）5月20日に「いづみ五日市店」（のちの「ゆめタウン五日市」）がオープンしている。
さらに1980年（昭和55年）3月には、本館を拡張する形で増床オープンした。
「ひろでん楽々園ショッピングタウン」の屋上には、観覧車などがあるミニ遊園地が整備されていた。改装直前の1998年の写真には本館屋上に観覧車が写っている。。
またバス路線等の整備も進められ、1981年（昭和56年）11月には、石内地区の利便性向上のため、敷地内にバスターミナルを整備してバス路線が乗り入れるようになった。
1984年（昭和59年）6月には、広島バス広島南営業所から分離・新設する形で「広電バス楽々園営業所」が設置された。

### 「ファミリータウン広電楽々園」へのリニューアル

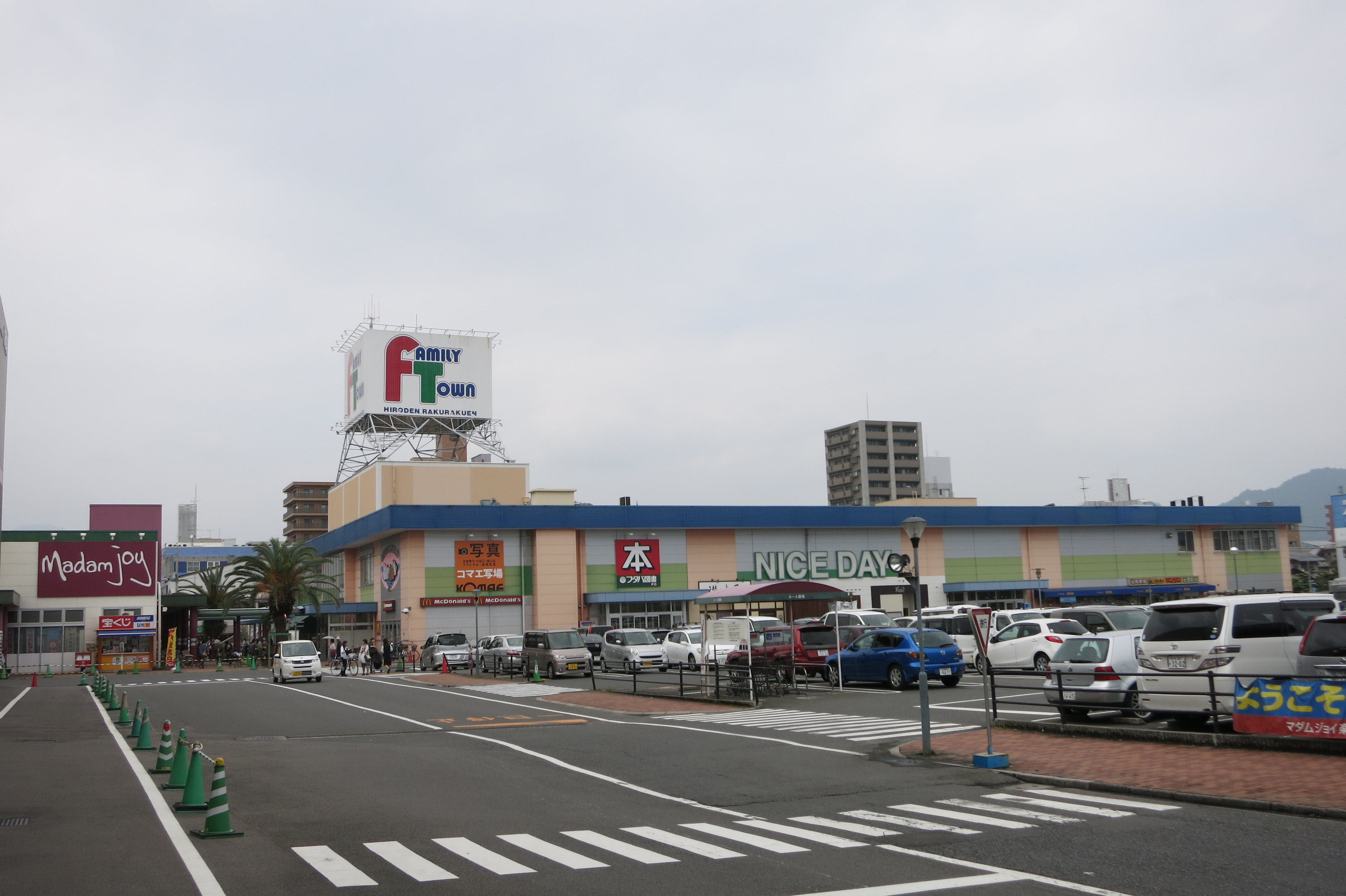
ファミリータウン広電楽々園
右側は閉店した専門店街「ナイスデイ」棟。
左側は広電ストアが運営していた食品スーパー「マダムジョイ」楽々園店。マックスバリュ西日本への事業譲渡により「マックスバリュ楽々園店」へ転換。

1997年（平成9年）頃より、商圏内の競争激化に伴う競争力向上を目的に増床を計画し、計画当初は4階建ての新館を建設する予定だったが、1999年（平成11年）7月より新食品館の建設を開始し、同年10月に新食品館「マダムジョイ」として開店。旧本館は専門店街「ナイスデイ」としてリニューアルした。また併せて旧食品館も改装し、同年12月にダイキが運営するホームセンター「ディック」がオープンした。
この増床リニューアルに合わせ、施設名を「ひろでん楽々園ショッピングタウン」から複合商業施設「ファミリータウン広電楽々園」に改称。最終的には平屋建ての新館が建設され、このリニューアルにより広電ストア楽々園店は食品スーパーに特化することとなった。
「広電バス楽々園営業所」は2006年（平成18年）6月2日に廿日市市宮園上へ移転し「廿日市営業所」となったが、『広島電鉄開業100年・創立70年史』の発行時点（2012年11月）で廃止されている。旧広電バス楽々園営業所跡地には、2010年9月に「ヤマダ電機テックランド佐伯店」がオープン。2012年（平成24年）には、敷地内にもみじ銀行の支店が移転した。
2018年には広電ストアからマックスバリュ西日本（現・フジ）への事業譲渡に伴い、新食品館の「マダムジョイ」が「マックスバリュ楽々園店」へ転換した。
2019年1月28日にはダイヤ改正により、旧広電バス楽々園営業所の閉鎖後も残っていた「ショッピング楽々園便」が廃止された。
2021年9月、専門店街「ナイスデイ」棟が老朽化のため閉店。2022年12月31日をもって「DCM楽々園店」（旧「ディック」→「ダイキ」→「DCMダイキ」、前述）も閉店した。

### イオンタウンによるSC建設計画と現在
上記の閉店した建物のうち、ナイスデイ棟は2022年7月までに解体を完了、ダイキ（DCM）が入居していた建物も2023年3月から解体が開始された。
2023年6月23日付で、 広島電鉄とイオングループのイオンタウン株式会社（千葉市）は土地賃貸借契約を締結し、「ファミリータウン広電楽々園」の敷地のうち、これらの建物（「ナイスデイ」棟および「DCM楽々園店」）が解体された跡地に、イオンタウンがショッピングセンターを建設予定であることを発表。この時点では施設内容や開店時期などの詳細については決定次第発表するとしており、その後の2024年1月16日に、「イオンタウン楽々園」の名称で同年冬に開業予定であること、また「ファミリータウン広電楽々園」の敷地内の別の場所で営業しているマックスバリュ楽々園店（前述）も同所へ移転する予定であることがイオンタウンから発表された。
2024年11月1日にイオンタウンは、マックスバリュ楽々園店がイオンタウン楽々園内に移転した（上述）のちに、元のマックスバリュ楽々園店の跡地をイオンタウン楽々園の第2期オープン部分とする計画を発表するとともに、同所についても広島電鉄と土地賃貸借契約を結んだことを発表した。
2024年11月15日にイオンタウンは、「イオンタウン楽々園」の開業予定日を同年12月6日とすること、また株式会社フジは同所に移転するマックスバリュの店舗名を「マックスバリュイオンタウン楽々園店」とすることを発表した。従来のマックスバリュ楽々園店は同年11月24日に閉店し、予定通り12月6日にイオンタウン楽々園が開業。イオンタウンの出店は広島県内では初となった。従来のイオンタウンに比べて食品・飲食店の比重を高めており、出店テナント71店舗中、4割を超える30店舗を占めている。なお、ファミリータウン広島楽々園のテナントとして出店していたヤマダデンキテックランド佐伯店ともみじ銀行五日市支店はイオンタウン楽々園のテナントには含まれず、それぞれ独立店舗の扱いで営業を継続している。

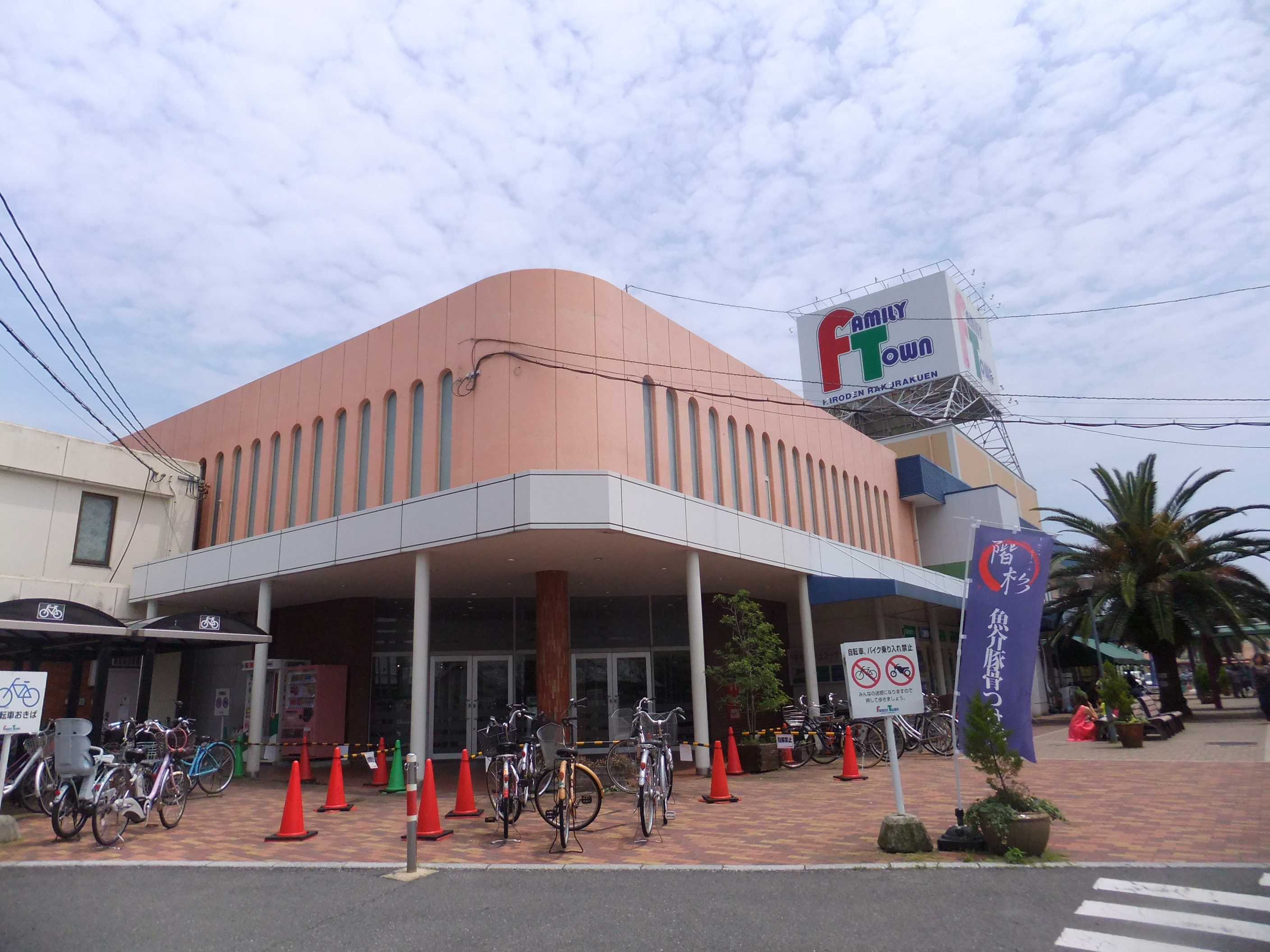
専門店街「ナイスデイ」。最初に完成した建物の一つ。2021年9月閉店。
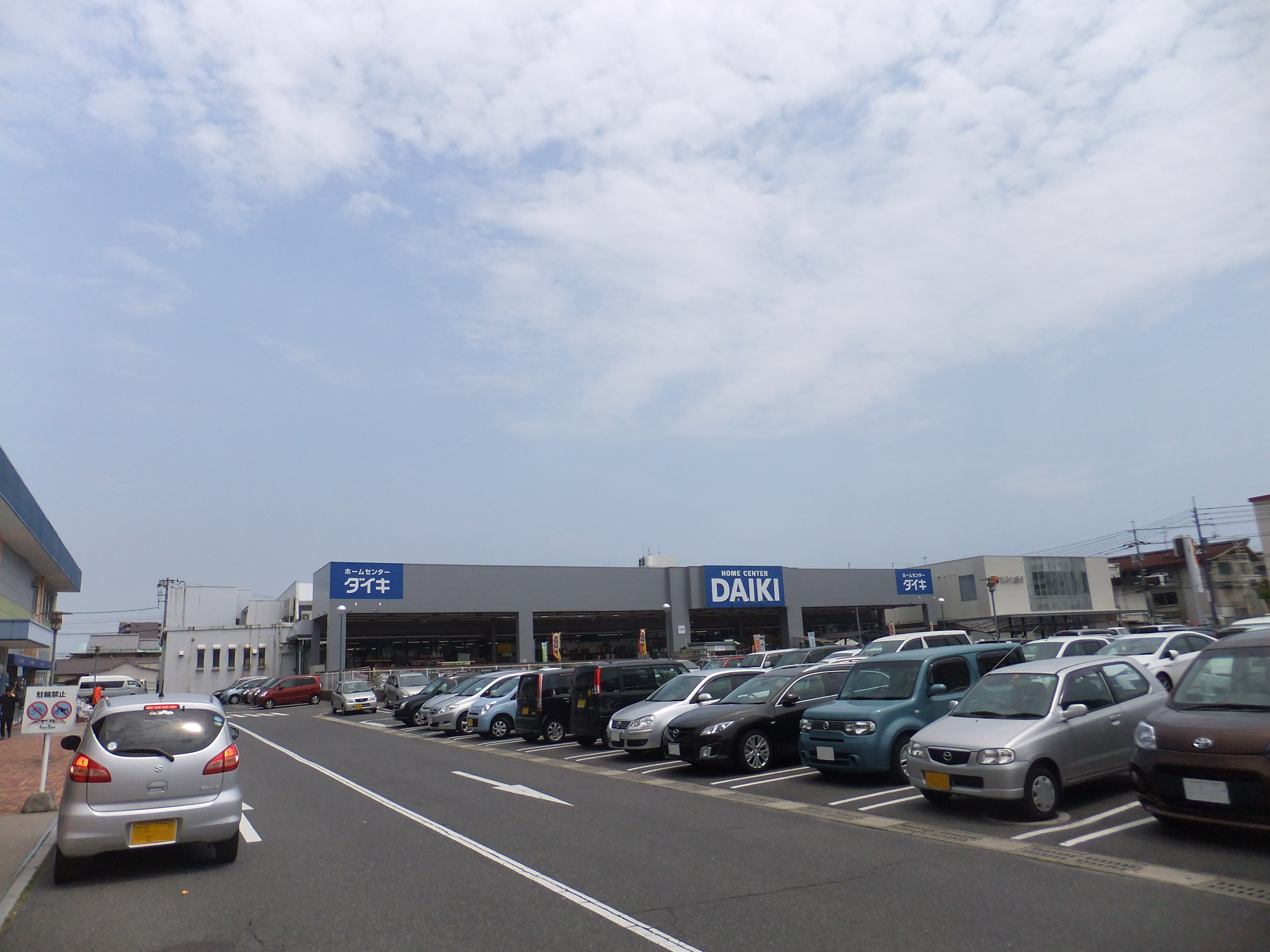
ホームセンター「DCMダイキ楽々園店」。最初に完成した建物の一つ。ボウリング場として建設され、ボウリング場の閉場後に食品売場へ転用されたのち、DCMダイキ（当初は「ディック」）が入居した。2022年12月31日閉店。
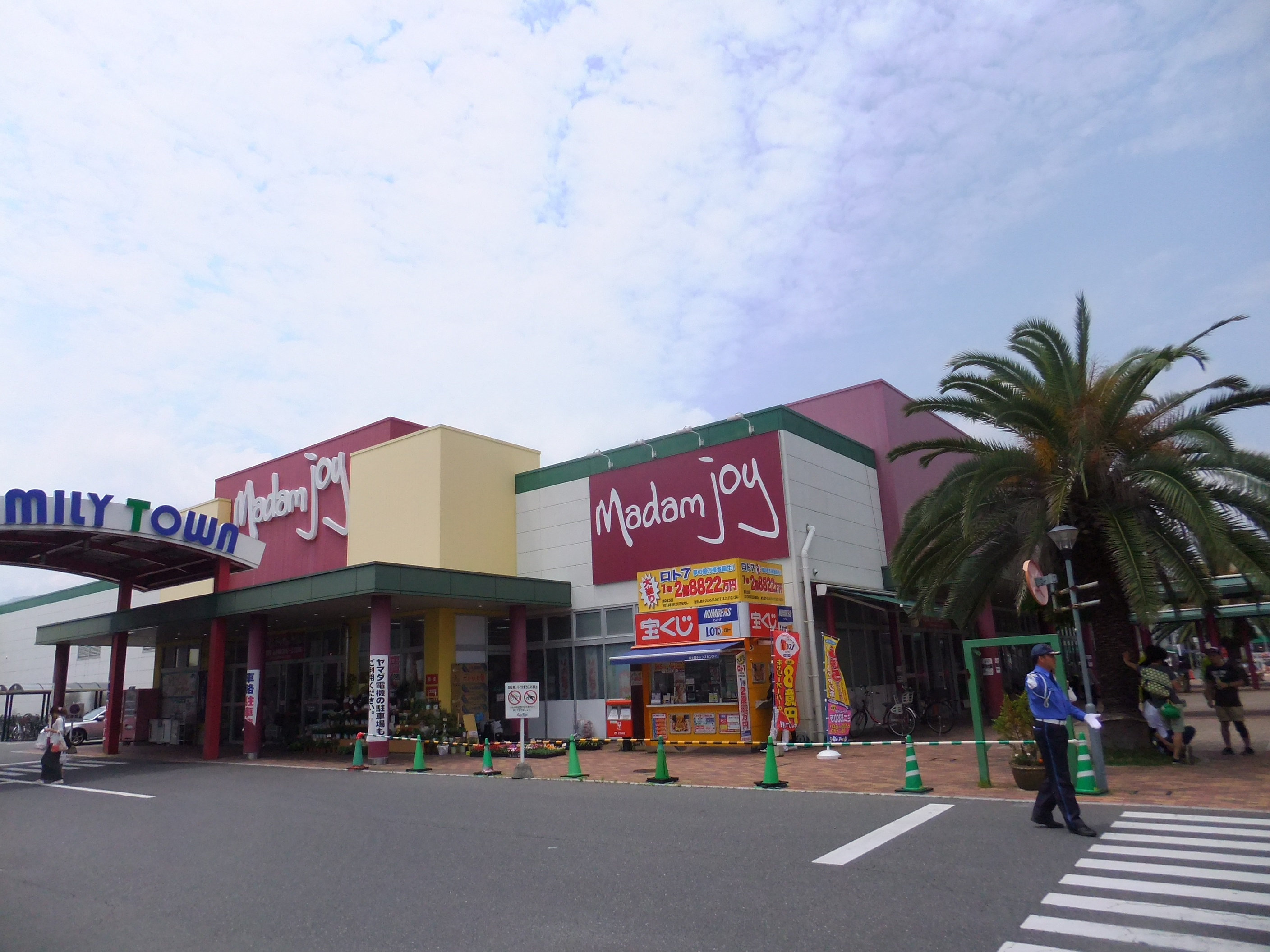
広電ストア「マダムジョイ」楽々園店（現・マックスバリュ楽々園店）。2024年11月24日閉店。
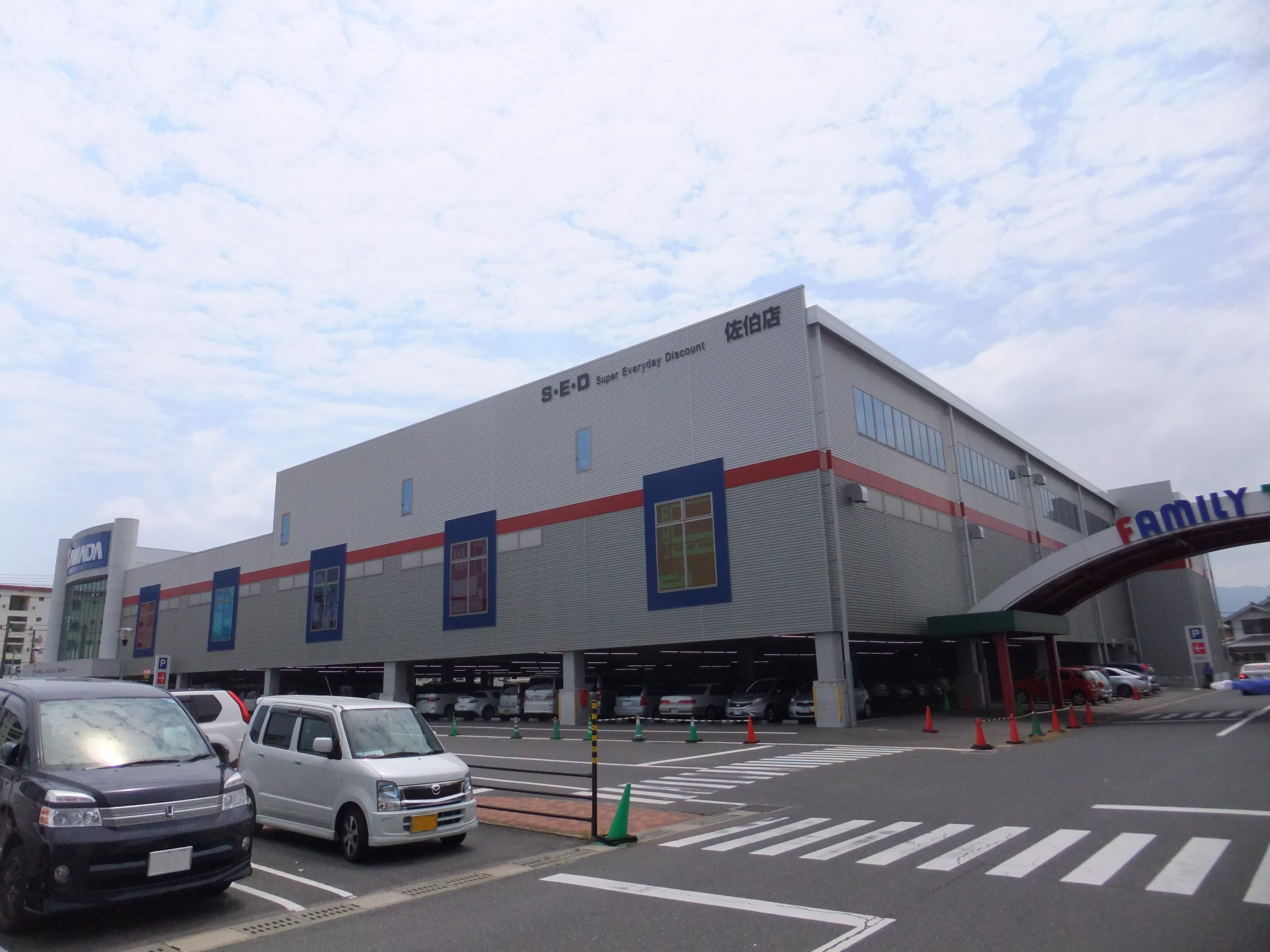
ヤマダ電機テックランド佐伯店

## 交通アクセス
- 広島電鉄宮島線（2号線） 楽々園駅下車、徒歩約3分[122]
  - 2号線：広電西広島・広電五日市方面 - 楽々園駅 - 広電廿日市・広電宮島口方面
- 広電バス 楽々園バス停下車、徒歩約3分
  - 3 東観音台線：五日市駅南口方面 - 楽々園 - 東観音台方面
  - 4 湯来線：五日市駅南口方面 - 楽々園 - 杉並台・湯来方面

楽々園駅は、1935年（昭和10年）12月1日「塩浜駅」として開設。楽々園駅遊園地の開園当日に「楽々園駅」へ改称した。なお、1965年（昭和40年）7月20日から1971年（昭和46年）8月31日まで、駅名が「楽々園遊園地駅」だった時期もある。